# Andréa Furet
Pour les articles homonymes, voir Furet (homonymie).
Andréa Furet est une actrice française, née le 11 juin 2002.
Femme trans, elle est connue grâce au téléfilm Il est elle de Clément Michel (2020), ayant pour thème la transidentité et pour lequel elle reçoit le prix d'interprétation féminine au Festival des créations télévisuelles de Luchon.

## Biographie

### Jeunesse et études
Andréa Furet naît le 11 juin 2002. Son père est responsable communication dans une entreprise et Sandrine, sa mère, journaliste au magazine Elle. Pendant toute son enfance, son rêve est d'être comédienne. En 2015, l'école de théâtre du cours Florent l'accueille à 13 ans auprès des jeunes de son âge,,.
À 13–14 ans, des questions autour de la sexualité émergent dans son esprit. À 14–15 ans, la découverte du mot « transidentité » « a été comme un déclic », mais gardé « pour [elle] pendant un an et demi ». En juin 2019, à 17 ans, elle fait son coming out à ses proches : « tous ont bien réagi ». Elle prend des hormones et adopte pour prénom « Andréa » en hommage au personnage du Diable s'habille en Prada (The Devil Wears Prada).
En 2020, elle s'inscrit à nouveau au cours Florent et à l'université Sorbonne-Nouvelle pour études théâtrales pendant un an.

### Carrière
Au début de sa carrière, effectuée avant sa transition, elle est créditée sous son prénom de naissance. En 2013, elle apparaît pour la première fois à la télévision, dans le téléfilm La Vallée des mensonges de Stanislas Graziani,,,. En 2017, elle monte sur scène avec Priscilla, folle du désert, la comédie musicale,,,. En 2019, elle joue le personnage de Victor Belmont dans la série Trauma. Dans le téléfilm Vulnérables diffusé en 2020, ses parents sont joués par Léa Drucker et Thierry Godard,.
En juillet 2020, il est annoncé qu'Andréa Furet — dont c'est le premier rôle sous ce nom — est en plein tournage du téléfilm Il est elle de Clément Michel, traitant de la transidentité, aux côtés d'Odile Vuillemin et Jonathan Zaccaï,. Il s'agit de l'adaptation du roman graphique Barricades de Jaypee et Charlotte Bousquet (2018). D'abord diffusé en novembre 2020 en Belgique,, ce téléfilm est présenté, en mars 2021, au Festival des créations télévisuelles de Luchon où l'actrice obtient le prix d'interprétation féminine,, avant la diffusion française en novembre 2021.
En novembre 2021, elle tourne un épisode de la série La Faute à Rousseau pour France 2 et fait partie de la distribution de la série La Meilleure Moitié pour France.tv Slash,, rebaptisée Chair tendre avant sa diffusion,.
Le 19 mai 2022, Andréa Furet annonce sa candidature à l'élection de Miss Paris 2022, et fait partie des douze prétendantes au titre. Elle devient ainsi la première candidate transgenre du concours Miss France,,. Elle termine à la deuxième place, devenant ainsi première dauphine,. Elle est l'une des candidates à l'élection Miss Île-de-France en octobre 2022, remportée par Adèle Bonnamour,.

## Filmographie
Sauf indication contraire, les informations mentionnées dans cette section peuvent être confirmées par les bases de données cinématographiques IMDb et Allociné,  présentes dans la section « Liens externes ».

### Télévision

#### Séries télévisées
- 2019 : Trauma : Victor Belmont (saison 1)[α]
- 2021 : Alex Hugo : Julia (saison 7, épisode 3 : Seuls au monde)
- 2022 : La Faute à Rousseau : Léna (saison 2)
- 2022 : Chair tendre de Yaël Langmann : Cynthia

#### Téléfilms
- 2013 : La Vallée des mensonges de Stanislas Graziani : Benjamin[α]
- 2015 : Tom au pays du Père Noël de Christian Guérinel : Flock[α]
- 2020 : Vulnérables d'Arnaud Sélignac : Alex[α]
- 2020 : Il est elle de Clément Michel : Julien « Juju » / Emma
- 2025 : Meurtres en Périgord vert de Muriel Aubin : Emma Lambert

## Théâtre
- 2017 : Priscilla, folle du désert, la comédie musicale de Stephan Elliott et Allan Scott, mise en scène de Philippe Hersen, Casino de Paris
- 2019 : Les Grands de Pierre Alferi, mise en scène de Fanny de Chaillé, Scène nationale de Clermont-Ferrand, Théâtre Paris-Villette

## Distinction
- Festival des créations télévisuelles de Luchon 2021 : prix d'interprétation féminine pour Il est elle[21]